# Филикуди
Филикуди (итал. Filicudi) — один из Липарских островов. Административно относится к коммуне Липари провинции Мессина. Ближайший остров — Аликуди, около 20 км западнее; к востоку от Филикуди расположен остров Салина.

## География
Площадь острова — 9,49 км². Самая высокая точка острова — гора Монте-Фосса-Фельчи (773 м). Скала Ла-Канна высотой 74 м расположена в море у побережья острова. На острове расположены несколько деревень, самые большие — Пекорини Маре и Вальдкьеза. В 1997 году примерно три четверти территории острова (7 км²) передано под заповедник.
Остров имеет вулканическое происхождение. Конус вулкана диаметром около 5 км сложен андезитами и их пирокластами. С юго-востока к нему причленен побочный конус Мыс Грациано, который слагают андезиты.

## История
Название острова — искажённое от греческого Phoenicusa, означает «финикийский». Как и другие Липарские острова, заселён в эпоху неолита, затем долгое время был необитаем. Имеются следы греческого, римского и византийского присутствия.

## Экономика
Помимо рыболовства, на острове развито сельское хозяйство, выращивают виноград, оливки, зерновые и овощи.